# Neeraj Chopra
Neeraj Chopra (født 24. december 1997) er en indisk atlet .
Han repræsenterede Indien ved Sommer-OL 2020 i Tokyo, hvor han vandt guld i spydkast.
Han repræsenterede sit land ved sommer-OL 2024 i Paris i spydkast og vandt sølv.